# Gornje Ratkovo (Republika Serbska)
Gornje Ratkovo (cyr. Горње Ратково) – wieś w Bośni i Hercegowinie, w Republice Serbskiej, w gminie Ribnik. W 2013 roku liczyła 220 mieszkańców.